# Stambourne
Stambourne – wieś w Anglii, w hrabstwie Essex, w dystrykcie Braintree. Leży 32 km na północ od miasta Chelmsford i 72 km na północny wschód od Londynu.